# ساندرا جيانكولا
ساندرا جيانكولا (بالإسبانية: Sandra Giancola)‏ هي مبارزة بالسيف أرجنتينية، ولدت في 4 يوليو 1965.

## وصلات خارجية
- ساندرا جيانكولا على موقع أوليمبيديا (الإنجليزية)